# Állatövi fény

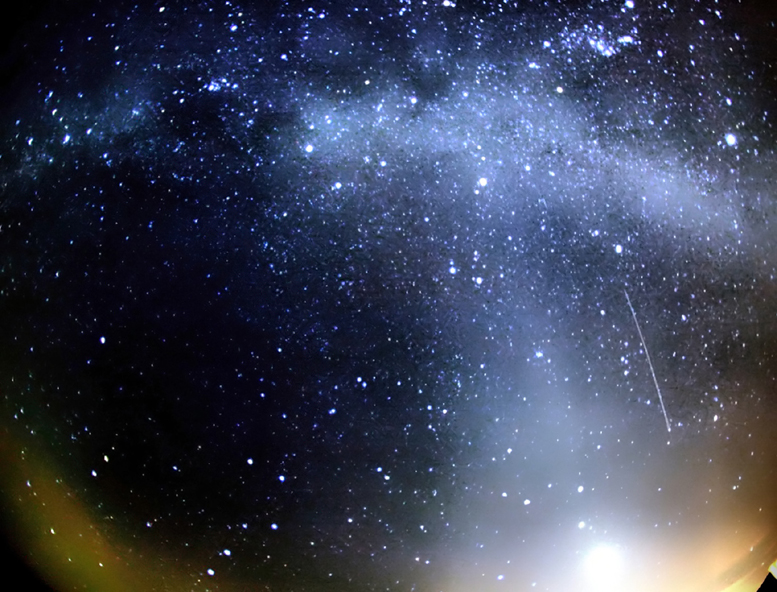
A kép jobb szélén egy meteor látható, az alsó nagy, fehér paca a Vénusz ebből ferdén indul ki a halvány, fehér állatövi fény, a kép tetején lévő vízszintes fehér sáv a Tejút.

Az állatövi fény az ekliptika mentén látható fényjelenség.
Kedvező körülmények esetén a sötét égbolton, az ekliptika és a horizont metszéspontja felett piramisszerű, az ekliptikához képest szimmetrikus, halvány foltként figyelhető meg. Fényessége a Nap iránya felé erősödik, ellenkező irányban gyengül; a Naptól 90° távolságra már csak keskeny, igen halvány fényhíd formájában jelentkezik, de a Nap ellenpontja közelében ellenfényként ismét erősebben jelentkezik. A fényhíd és az ellenfény annyira halvány, hogy csak kivételesen jó látási viszonyok esetén észrevehető. Az állatövi fényt egyébként is csak nagyon tiszta, sötét éjszakákon lehet látni, és különösen a trópusokon, ahol az ekliptika merőleges a horizontra. Mérsékelt övi területekről legjobban február–márciusban napnyugta után, illetve szeptember–októberben napkelte előtt lehet megfigyelni.
Az állatövi fény létrejöttét az okozza, hogy a Naprendszer egészét kitöltő interplanetáris anyag részét képező apró, 0,001-0,1 mm átmérőjű porszemcséken visszaverődik a napfény. Mivel a porszemcsék igen ritkásan helyezkednek el (a Föld közelében átlagosan 10 részecske/km³), ezért a jelenség általában rendkívül halvány.